# Zona de lliure comerç
Una zona de lliure comerç (lliure mobilitat de béns) és una àrea on algunes de les barreres comercials -com a aranzels i quotes- s'eliminen i es redueixen els tràmits burocràtics amb l'esperança d'atreure nous negocis i inversions i facilitar l'activitat comercial. En una zona de lliure comerç els països signataris del tractat es comprometen a anul·lar entre si els aranzels a les fronteres, és a dir, els preus de tots els productes comercials entre ells seran els mateixos per a tots els integrants de la zona, de manera que un país no pot augmentar (mitjançant aranzels a la importació) el preu dels béns produïts a un altre país o regió que formi part de la zona de lliure comerç.

## Història
La primera zona de comerç al món, va ser establerta per Shannon, Co. Clare. Va ser un intent pel Govern Irlandès per promocionar ocupació a una àrea rural, fer ús de petites regions i generar ingressos per a l'economia irlandesa. Va ser un gran èxit, i encara segueix en funcionament.